# Enrico Fumagalli
Enrico Fumagalli (...) è un ex giocatore di curling italiano, di Cortina d'Ampezzo, giocatore del Curling Club New Wave.

## Carriera agonistica

### Nazionale
Il suo esordio con la nazionale italiana junior di curling è stato il campionato mondiale junior del 1980, disputato a Kitchener-Waterloo, in Canada: in quell'occasione l'Italia si piazzò al decimo posto posto. Con la nazionale junior partecipa a due campionati mondiali junior
In totale Enrico vanta 18 presenze in azzurro.
CAMPIONATI
Nazionale junior: 18 partite
- Mondiale junior
  - 1980 Kitchener-Waterloo ( Canada) 10°
  - 1982 Fredericton ( Canada) 10°

### Campionati italiani
Enrico ha preso parte ai campionati italiani di curling con il Curling Club New Wave ed è stato due volte campione d'Italia:
- Italiani
  - 1981  con Adriano Lorenzi, Alessandro Del Fabbro e Roberto De Rigo
  - 1982  con Adriano Lorenzi, Alessandro Del Fabbro e Roberto Lacedelli